# Ærlige Tyve
Ærlige Tyve er en amerikansk stumfilm fra 1922 af Rex Ingram.

## Medvirkende
- Alice Terry som Elsie Tillinger
- Jack Mulhall som Joe Bascom
- Harry Myers som Gilly
- George Cooper som Mugsy
- Edward Connelly som Deacon Tillinger
- Lydia Knott som Mrs. Bascom